# Tampa Red
Tampa Red, cuyo verdadero nombre era Hudson Woodbridge, era un guitarrista, pianista, intérprete de kazoo y cantante de blues, nacido en Smithville, Georgia, el 8 de enero de 1900 (aunque algunos autores dan las fechas de 1903 o, incluso, 1908), y fallecido en Chicago, Illinois, el 19 de marzo de 1981.

## Historial
Huérfano desde muy pequeño, se fue a Tampa, Florida, a vivir con su abuela, de la que tomó su apellido, Whittaker, que sustituyó al Woodbridge original. Aprendió guitarra con un vecino de la familia, adoptando una técnica slide tomada de grabaciones de guitarristas hawaianos. Convertido en músico ambulante, llegó a Chicago en 1922. Allí se prodesionalizó, junto con el pianista de Ma Rainey, Georgia Tom Dorsey, con el que formó un grupo, de sonido urbano y sofisticado, que grabó varios temas para el sello Vocalion, en 1928, con temas de estilo music hall.
Más escorado hacia el blues que su compañero de banda, Tampa Red formó su propio grupo con Big Maceo en el piano, sustituido más tarde por Little Johnny Jones. Tras firmar un contrato con Bluebird Records, se convirtió en una de las estrellas del blues de Chicago, con una popularidad inusitada. Entre 1940 y 1946, consigue éxitos de ventas importantes y amplía su banda con la introducción de saxos o clarinete (Arnett Nelson), batería y armónica, trabajando con Sonny Boy Williamson II y Big Walter Horton. Con la reputación de este grupo electrificado, acompañó al cantante Elmore James, en conciertos y en grabaciones.
En 1956, el fallecimiento de su mujer y mánager, Frances, le indujo una depresión tan fuerte, que hubo de ser internado. aunque llegó a grabar algún disco más, a partir de entonces quedó fuera de circulación, hasta su muerte.

## Estilo
Tampa Red es un músico esencial en la historia del blues, creador del blues de banda de Chicago, junto a Big Bill Broonzy. Muchos temas suyos se encuentran entre los más versionados, como es el caso de Sugar Mama, Anna Lee o Sweet little angel. Su estilo de guitarra, nostálgico, lánguido y aterciopelado, tuvo una influencia enorme sobre toda una generación de guitarristas de blues, como Muddy Waters, Earl Hooker o Robert Nighthawk y le valió el sobrenombre de "The Guitar Wizard" (El mago de la guitarra). Sus composiciones eran un claro reflejo de la música popular de la época, y reflejaban muy bien la realidad de la vida de los negros en Chicago.